# Plaza Mayor (Valladolid)
La Plaza Mayor è una piazza centrale di Valladolid, Spagna.
Si trova a meno di un miglio da un'altra piazza famosa, la Plaza de Zorrilla.